# Bisbat de Civita Castellana
El bisbat de la Civita Castellana —diocesi di Civita Castellana (italià); Dioecesis Civitatis Castellanae (llatí)— és una seu de l'Església catòlica, immediatament subjecta a la Santa Seu, que pertany a la regió eclesiàstica Laci. El 2013 tenia 248.900 batejats d'un total 258.900 habitants. Actualment està regida pel bisbe Romano Rossi. La seu episcopal és la ciutat de Civita Castellana, on es troba la catedral de Santa Maria Maggiore. A la diòcesi també hi ha quatre cocatedrals: Santa Maria Assunta a Gallese, Santa Maria Assunta a Orte, Santa Maria Assunta e Santa Anastasia a Nepi i Santa Maria Assunta in Cielo a Sutri.

## Territori

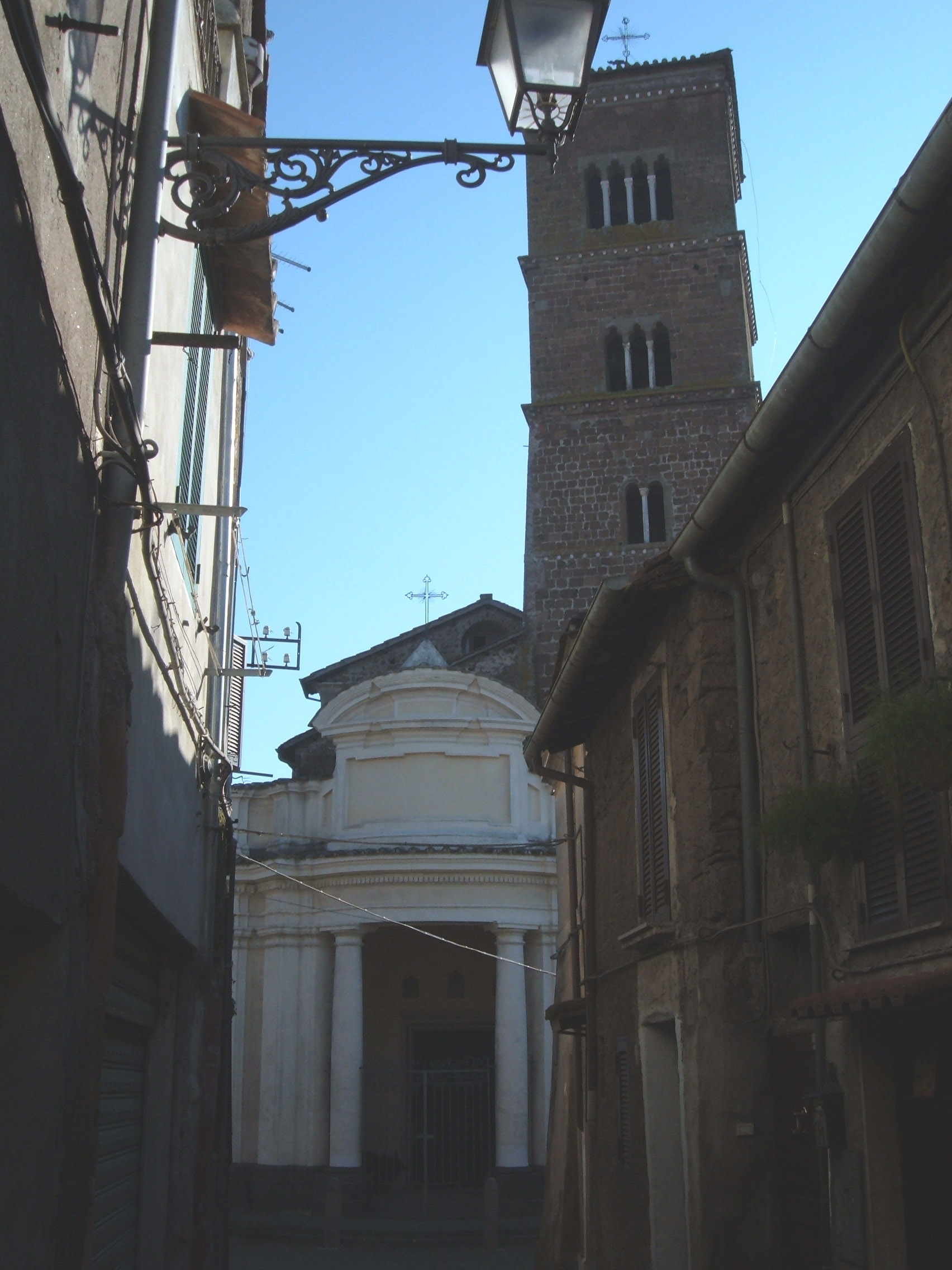
La catedral de Santa Maria Assunta in Cielo a Sutri

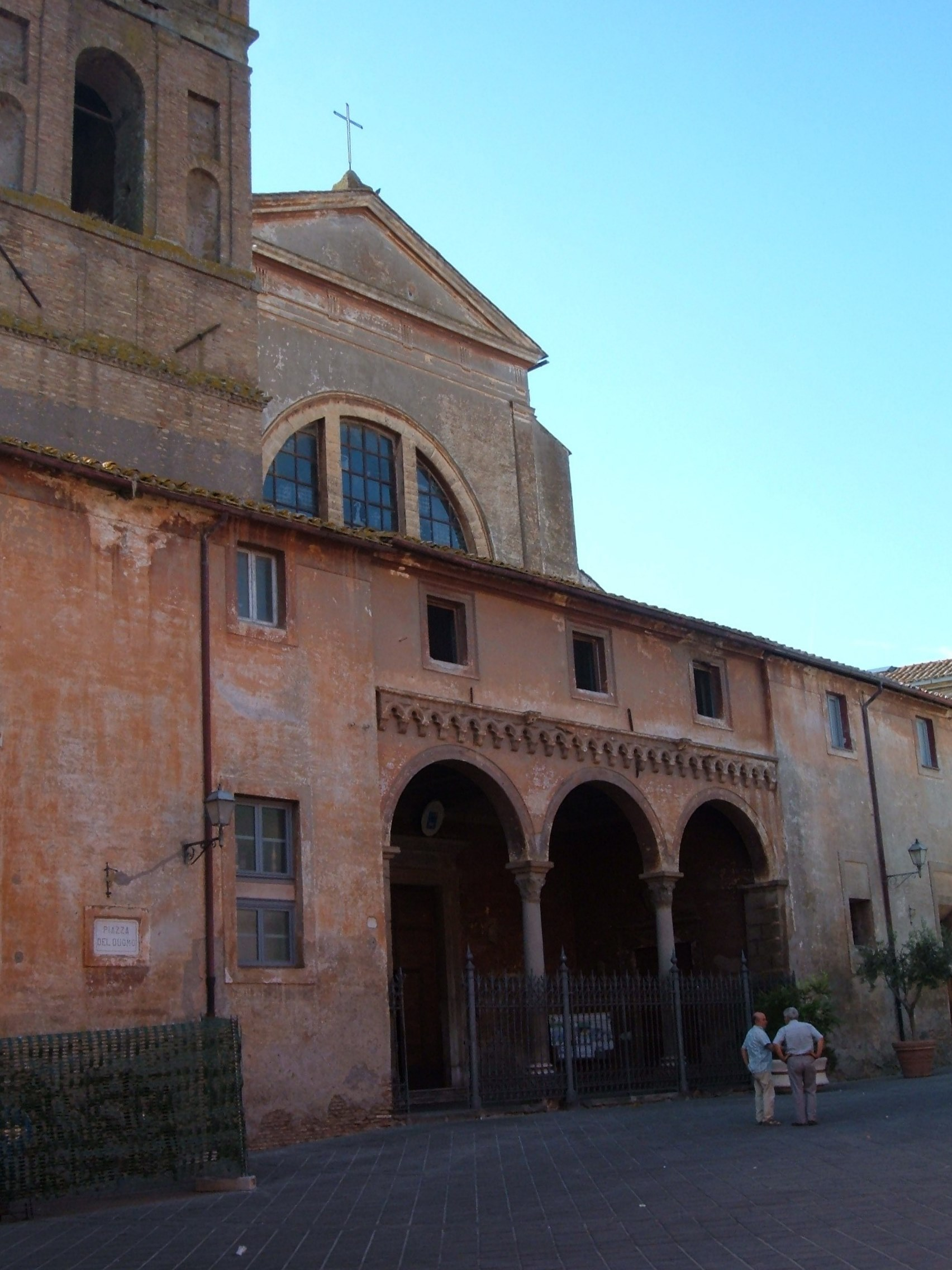
La catedral de Santa Maria Assunta in Cielo a Nepi

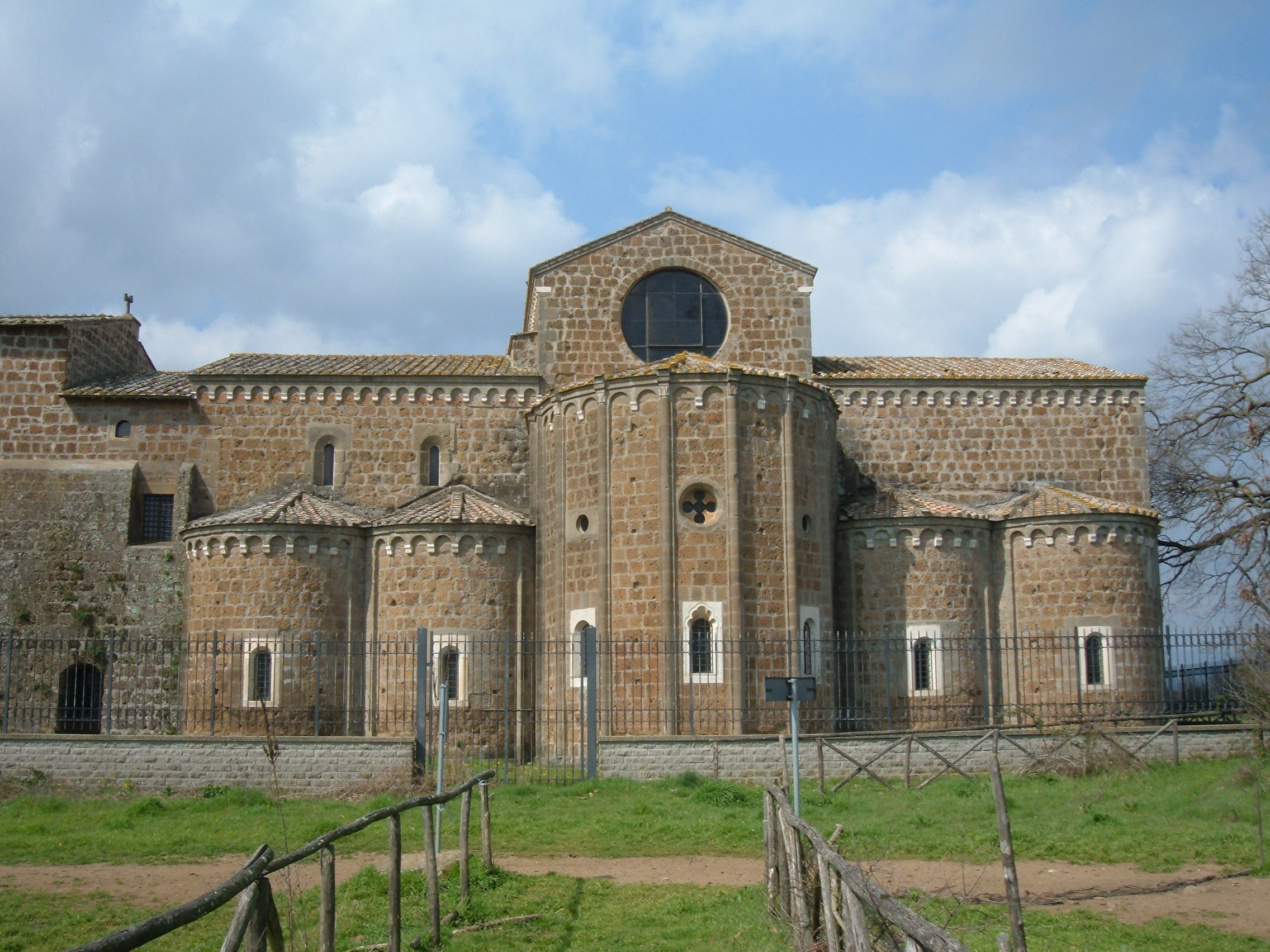
L'absis de l'església de Santa Maria di Falleri, construïda sobre l'antiga catedral de Faleri Novi

El territori diocesà està dividit en 76 parròquies, repartides p.els següents municipis:
- a la província de Viterbo: Civita Castellana, Bassano in Teverina, Bassano Romano, Calcata, Capranica, Caprarola, Carbognano, Castel Sant'Elia, Corchiano, Fabrica di Roma, Faleria, Gallese, Monterosi, Nepi, Orte, Ronciglione, Soriano nel Cimino, Sutri, Vallerano, Vasanello i Vignanello;
- a la província de Roma: Anguillara Sabazia, Bracciano, Campagnano di Roma, Canale Monterano, Capena, Civitella San Paolo, Fiano Romano, Filacciano, Formello, Magliano Romano, Manziana, Mazzano Romano, Morlupo, Nazzano, Ponzano Romano, Rignano Flaminio, Sacrofano, Sant'Oreste, località Rota (comune di Tolfa), Torrita Tiberina i Trevignano Romano.

## Història
La diòcesi de Civita Castellana té el seu origen en l'antic bisbat de Faleri: les restes de Faleri Novi es troben ara només uns pocs quilòmetres al nord de Civita Castellana (la romana Faleri Veteres). Paral·lelament a Faleri, es van aixecar d'altres diòcesis: Acquaviva, Baccano, Forum Clodii o Manturanum, Nepi, Orte, Sutri i més tard Gallese.
La seu de Faleri està testificada amb certesa el 499 amb el bisbe Fèlix, que en el sínode romà d'aquell any va signar com episcopus ecclesiae Faliscae et Nepesinae, indici que en aquell moment les dues diòcesis estaven unides. La ciutat de Faleri, per la manca de defenses naturals, que va ser abandonada a poc a poc i la població es va traslladar a Civita Castellana: cap al final del segle x els bisbes allí es va traslladar allà la seva seu, tot i mantenir per un temps el títol d'episcopi ecclesiae Falaritanae.
A l'edat mitjana va veure la florida de nombrosos monestirs, entre ells el de monte Soratte, d'origen carolingi, l'abadia territorial de Sant Andreu a Flumine, que s'unirà als monestirs cistercencs a partir del segle xii.
A Civita Castellana va morir l'antipapa Climent III (1100), però en el segle xii, va ser també un refugi per a Eugeni III, Adrià IV i el Papa Alexandre III.
La catedral diocesana va ser dedicada a Santa Maria la Major i va ser construïda al segle XII; la diòcesi des de sempre va estar immediatament subjecta a la Santa Seu.
Durant el segle xiii aquesta diòcesi va veure com hi arribaven moviments herètics, com els pataris i els fraticels. En aquest clima, la diòcesi, però, era un terreny fèrtil per a les fundacions franciscanes: les mans del mateix sant Francesc van aixecar els convents d'Orte i Civita Castellana.
A partir del segle xiii les antigues diòcesis de la regió iniciar un procés de fusió, dictada per l'escassetat de les rendes. Cap al 1285 Gallese va ser suprimida i absorbida per la diòcesi de Civita Castellana, a la qual es va unir el 5 d'octubre de 1437 la diòcesi d'Orte, i els bisbes a partir d'aquell moment s'anomenarien bisbes de Civita Castellana i Orte.
Aquest afegit serví à la diòcesi, les catedrals de les quals eren ambicionades per la seva proximitat a Roma, gràcies als repetits transferiments de tots els bisbes que havien d'homogenitzar en l'establiment pastoral i administratiu, ja abans del Concili de Trento, que va donar uniformitat a les diverses tradicions diocesanes. No obstant això, el Consell va tenir conseqüències significatives mitjançant la imposició de l'obligació de residència dels bisbes.
En el segle xvi, durant un curt període, es va restablir la diòcesi de Gallese; Garimberti Girolamo va ser elegit bisbe el 17 de març de 1563 pel Papa Pius IV, però el seu successor Gabriele d'Alexandris va renunciar a la diòcesi el 16 de setembre de 1569 i el Papa Pius V va suprimir la diòcesi de nou mitjançant la incorporació del territori de la diòcesi de Civita Castellana.
Al segle xvii se celebraren sínodes importants que centraren la vida de la diòcesi a les confraries, a las que van ser assignades grans tasques assistencials i caritatives, i els ordes religiosos, entre els que es confirmà la important presència dels franciscans.
En el segle xviii, a la diòcesi de Civita Castellana i Orte es realitzà la intensa tasca de renovació promoguda pel bisbe Giovanni Francesco Tenderini (1717-1739), qui va ser beatificat el 1794. Aquesta renovació donà lloc a l'obertura del seminari diocesà en 1746, mentre que s'estenien fins i tot escoles per a l'educació de les dones. Va ser cap al final d'aquest segle quan es va aixecar el santuari marià més important de la diòcesi, el de Santa Maria ad Rupes.
Durant el període napoleònic el Bisbe de Civita Castellana i Orte Lorenzo De Dominicis va accedir a signar el jurament.
El 20 de desembre de 1805 la Col·legiata de Gallese va recuperar el títol de catedral i els bisbes de Civita Castellana i Orte també van afegir el títol de Gallese.
El 10 d'abril de 1976 Marcello Rosina, bisbe de Nepi i Sutri, també va ser nomenat bisbe de les seus conjuntes de Civita Castellana, Orte i Gallese, unint així in persona episcopi les cinc seus.
El 15 de febrer de 1986 les diòcesis de Nepi, Sutri, Orte i Gallese van ser suprimides i es van unir a la diòcesi de Civita Castellana.

## Episcopologi
Bisbes de Faleri Novi
- Giusto † (citat el 465)[3]
- Felice † (citat el 499)
- Giovanni I † (inicis de 595 - finals de 601)
- Caroso † (citat el 649)
- Giovanni II † (inicis de 679 - finals de 680)
- Tribunizio (o Tiburzio) † (citat el 721)
- Giovanni III † (citat el 743)
- Adriano † (citat el 826)
- Giovanni IV † (inicis de 853 - finals de 869)
- Leone † (citat el 871)[4]
- Anonimo † (citat el 963)
- Crescenzio o Crescenziano † (inicis de 998 - finals de 1015)
- Crescenzo † (citat el 1036)

Bisbes de Civita Castellana
- Benedetto † (1037 - 1050)
- Giovanni V † (citat el 1051 aproximadament)
- Pietro I † (citat el 1059)
- Rogerio † (citat el 1071)
- Pietro II † (citat el 1126)
- Pietro III † (inicis de 1179 - finals de 1183)
- Romano † (inicis de 1206 - finals de 1212)
- Guglielmo I † (6 d'octubre de 1217 - ?)
- Pietro IV † (citat el 1230)[5]
- Nicola † (vers 1232 - 6 d'octubre de 1233 nomenat bisbe de Viterbo)
- Giovanni Magnesi, O.P. † (vers 1270 - 1288 mort)
- Monaldo, O.F.M. † (20 de juny de 1288 - finals de 1300 mort)
- Ramberto † (citat el 1304)
- Goffredo, O.F.M. † (5 de juny de 1307 - 1324 mort)
- Guglielmo II, O.Carm. † (21 de febrer de 1324 - 13 de novembre de 1331 nomenat bisbe d'Isernia)
- Francesco Oni, O.E.S.A. † (4 de desembre de 1331 - 1348 mort)
- Giovanni VII † (15 de desembre de 1348 - 1359 mort)
- Stefano, O.E.S.A. † (12 de juliol de 1359 - ? mort)
- Giovanni VIII, O.P. † (20 d'abril de 1367 - ? mort)
  - Gemino, O.F.M. † (18 de març de 1388 - ? mort) (antibisbe)
  - Antonio di Castronovo, O.P. † (4 de setembre de 1390 - ?) (antibisbe)
- Matteo (o Marsilio) † (1382 - ?)
- Angelo † (1394 - 1394 o 1395 mort)
- Giovanni Arcioni † (30 d'abril de 1395 - 1406 mort)
- Stefano, O.F.M. † (8 d'agost de 1406 - 17 d'abril de 1414 mort)
- Giovanni (o Gregorio) Giorgi, O.F.M. † (19 de setembre de 1414 - 1432 mort)
- Sante † (19 de març de 1432 - ? mort)[6]
- Giovanni X † (5 d'octubre de 1437[7] - 1439 deposat)

Bisbes de Civita Castellana e Orte
- Valentino † (19 de març de 1439 - 28 de gener de 1442 nomenat bisbe d'Ascoli Piceno)
- Luca † (28 de gener de 1442 - 1443 mort)
- Antonio Paoli † (16 de desembre de 1443 - 1455 mort)

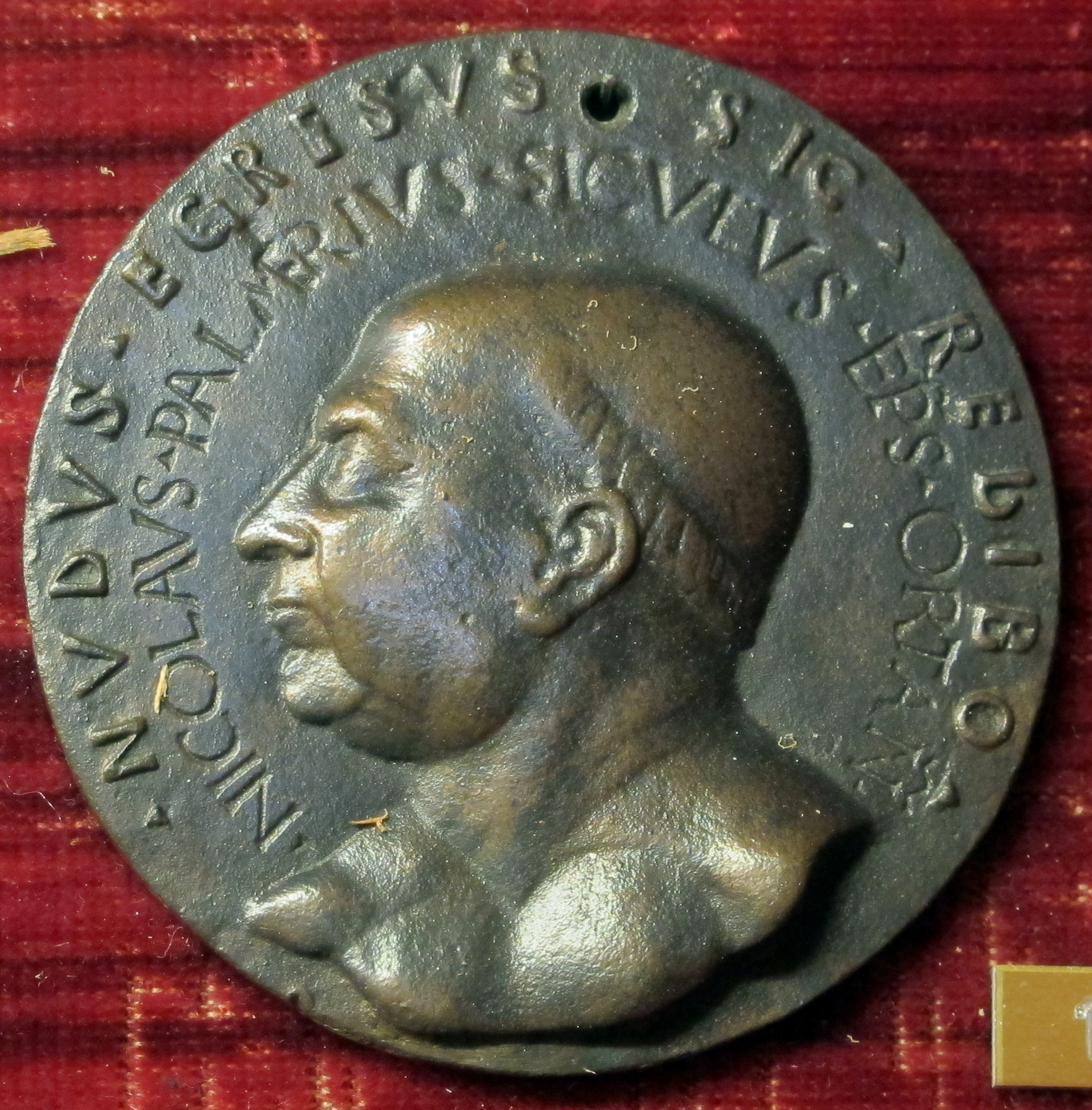
Niccolò Palmieri

- Niccolò Palmieri, O.E.S.A. † (20 de juny de 1455 - 1467 mort)
- Antonio † (30 d'octubre de 1467 - 10 d'octubre de 1473 mort)
- Pietro Ajosa † (24 de gener de 1474 - 4 d'agost de 1486 nomenat bisbe de Sessa Aurunca)
- Angelo Pechinoli † (4 d'agost de 1486 - d'octubre de 1492 mort)
- Enrico Bruno, O.P. † (29 d'octubre de 1492 - 24 de setembre de 1498 nomenat arquebisbe de Tàrent)
- Giorgio Maccafani † (24 de setembre de 1498 - 16 d'agost de 1501 nomenat bisbe de Sarno)
- Lodovico † (1501 - 1503 mort)
- Johannes Burckardt † (29 de novembre de 1503 - 16 de maig de 1506 mort)
- Francesco Franceschini, O.F.M. † (17 de maig de 1506 - 1525 renuncià)
  - Paolo Emilio Cesi † (7 d'abril de 1525 - 5 d'agost de 1537 mort) (administrador apostòlic)
- Pomponio Cesi † (12 d'agost de 1538 - 24 de novembre de 1539 nomenat bisbe de Nepi e Sutri)
- Scipione Bongalli † (24 de novembre de 1539 - 3 d'agost de 1564 mort)
- Nicola Perusco † (7 de febrer de 1565 - 8 de febrer de 1582 mort)
- Andrea Longo † (2 d'abril de 1582 - 18 d'agost de 1607 mort)
- Ippolito Fabiani, O.E.S.A † (17 de desembre de 1607 - 24 d'agost de 1621 mort)
- Angelo Gozzadini † (25 d'octubre de 1621 - 29 de març de 1653 mort)
- Taddeo Altini, O.E.S.A. † (10 de novembre de 1653 - 27 d'agost de 1685 mort)
- Giuseppe Sillani Leoncilli † (13 de maig de 1686 - 30 de setembre de 1697 mort)
- Simone Aleotti † (16 de maig de 1698 - 30 de setembre de 1704 mort)
- Ascanio Blasi † (26 de gener de 1705 - de juliol de 1718 mort)
- Beato Giovanni Francesco Maria Tenderini † (5 de desembre de 1718 - 1 de març de 1739 mort)
- Bernardino Vari † (4 de maig de 1739 - 12 d'octubre de 1748 mort)
- Sante Lanucci † (2 de desembre de 1748 - 31 de maig de 1765 renuncià)
- Francesco Maria Forlani † (5 de juny de 1765 - 5 de març de 1787 mort)
- Lorenzo de Dominicis † (23 d'abril de 1787 - 20 de desembre de 1805 nomenat bisbe de Civita Castellana, Orte e Gallese)

Bisbes de Civita Castellana, Orte e Gallese
- Lorenzo de Dominicis † (20 de desembre de 1805 - 1 de gener de 1822 mort)
- Fortunato Maria Ercolani, C.P. † (19 d'abril de 1822 - 27 de desembre de 1847 mort)
- Amadio Zangari † (14 d'abril de 1848 - 5 de setembre de 1851 nomenat bisbe de Macerata i Tolentino)
- Mattei Augusto Mengacci † (5 de setembre de 1851 - 20 de novembre de 1872 mort)
- Domenico Mignanti † (23 de desembre de 1872 - 27 de març de 1889 mort)
- Giovanni Battista Carnevalini † (24 de maig de 1889 - 9 de juny de 1895 mort)
- Giacomo Ghezzi, O.F.M. † (29 de novembre de 1895 - 26 de gener de 1920 mort)
- Goffredo Zaccherini † (8 de març de 1920 - 15 de juny de 1928 nomenat bisbe de Jesi)
  - Luigi Maria Olivares † (1928 - 1930) (administrador apostòlic)
- Santino Margaria † (9 d'octubre de 1930 - 20 de desembre de 1947 mort)
- Roberto Massimiliani † (21 de juny de 1948 - 19 de juny de 1975 mort)
- Marcello Rosina † (10 d'abril de 1976 - 11 de febrer de 1986 nomenat bisbe de Civita Castellana)

Bisbes de Civita Castellana
- Marcello Rosina † (11 de febrer de 1986 - 10 de març de 1989 jubilat)
- Divo Zadi (10 de març de 1989 - 10 de desembre de 2007 jubilat)
- Romano Rossi, des del 10 de desembre de 2007

## Demografia
A finals del 2013, la diòcesi tenia 248.900 batejats sobre una població de 258.900 persones, equivalent 96,1% del total.
| any  | població | població | població | sacerdots | sacerdots       | sacerdots       | sacerdots             | diaques | religiosos | religiosos | parroquies |
| ---- | -------- | -------- | -------- | --------- | --------------- | --------------- | --------------------- | ------- | ---------- | ---------- | ---------- |
| any  | batejats | total    | %        | total     | clergat secular | clergat regular | batejats por sacerdot | diaques | homes      | dones      |            |
| 1950 | 66.000   | 66.000   | 100,0    | 86        | 61              | 25              | 767                   |         | 30         | 130        | 33         |
| 1966 | 78.000   | 78.240   | 99,7     | 80        | 48              | 32              | 975                   |         | 45         | 158        | 38         |
| 1980 | 75.300   | 75.500   | 99,7     | 65        | 50              | 15              | 1.158                 |         | 19         | 105        | 39         |
| 1990 | 170.435  | 171.258  | 99,5     | 142       | 94              | 48              | 1.200                 | 3       | 80         | 335        | 77         |
| 1999 | 203.899  | 204.194  | 99,9     | 170       | 97              | 73              | 1.199                 | 7       | 104        | 401        | 76         |
| 2000 | 203.700  | 205.000  | 99,4     | 170       | 97              | 73              | 1.198                 | 9       | 102        | 401        | 76         |
| 2001 | 210.850  | 212.572  | 99,2     | 170       | 97              | 73              | 1.240                 | 10      | 102        | 395        | 76         |
| 2002 | 210.850  | 212.572  | 99,2     | 170       | 97              | 73              | 1.240                 | 13      | 102        | 395        | 76         |
| 2003 | 210.500  | 211.975  | 99,3     | 170       | 97              | 73              | 1.238                 | 12      | 101        | 395        | 76         |
| 2004 | 214.800  | 220.800  | 97,3     | 165       | 99              | 66              | 1.301                 | 12      | 89         | 380        | 76         |
| 2006 | 213.800  | 224.700  | 95,1     | 184       | 114             | 70              | 1.161                 | 12      | 93         | 380        | 76         |
| 2013 | 248.900  | 258.900  | 96,1     | 144       | 97              | 47              | 1.728                 | 13      | 67         | 290        | 76         |